# Chromi(II,III) carbide
Chromi(II,III) carbide là một hợp chất vô cơ có thành phần chính gồm hai nguyên tố Chromi và cacbon. Hợp chất này là một hợp chất dạng gốm, có các công thức hóa học khác nhau, cùng thành phần như: Cr3C2, Cr7C3 và Cr23C6. Ở điều kiện tiêu chuẩn, hợp chất này tồn tại dưới dạng thức là một chất rắn có màu xám, phản ứng với nước.
Chromi(II,III) carbide cực kỳ cứng và có tính chất chống ăn mòn. Ngoài ra, hợp chất này cũng là một hợp chống chịu lửa tốt, có nghĩa là nó vẫn giữ được độ cứng của nó ở nhiệt độ cao. Các tính chất này làm cho hợp chất này trở nên hữu ích, với ứng dụng như một chất bổ sung cho các hợp kim kim loại. Khi các tinh thể Chromi(II,III) carbide được tích hợp vào bề mặt của kim loại, nó sẽ cải thiện khả năng chịu mài mòn và chống ăn mòn của kim loại, và duy trì các tính chất này ở nhiệt độ cao. Thành phần cứng nhất và được sử dụng phổ biến nhất cho mục đích này là Cr3C2.
Các khoáng chất liên quan đến hợp chất này bao gồm tongbait và isovit, có cùng công thức hóa học là (Cr,Fe)23C6 và cả hai hợp chất này đều rất hiếm. Một khoáng chất carbide giàu Chromi khác là yarlongite, công thức hóa học là Cr4Fe4NiC4.